# ترول (شهر)
ترول شهری در استان دوبریچ کشور بلغارستان است که جمعیت آن در سال ۲۰۰۱ میلادی ۷٬۱۷۸ نفر بوده‌است.